# Teletrece Concepción
Teletrece Concepción era una de las dos versiones regionales del noticiero Teletrece de Canal 13.
Era transmitido de lunes a viernes (excepto festivos) desde las 21:40, interrumpiendo la señal nacional del noticiero central. Su mayor competencia era (24 Horas: Red Biobío (noticiero regional de 24 Horas) de TVN, que iba en el mismo horario; además de TVU Noticias de TVU y Noticias Central de Canal 9 Bío-Bío Televisión, que van a las 20:45 y 21:30 respectivamente, en su edición central.
Desde sus inicios, fue conducido por el periodista Sebastián Garcés, hasta septiembre de 2006, donde le cedió el puesto a Marta Pérez. En 2005, se creó la edición de mediodía Teletarde Concepción conducido por Sebastián Garcés, pero desde 2006 lo condujo Gustavo Gajardo; quien también conducía la edición central cuando no estaba Cory Gómez.
Sus últimos conductores y editores, fueron los periodistas Mauricio Gándara, Williams Gómez y Pablo Becerra (cuando no estaba Gómez).
Su antecesor fue Telecinco, el noticiero central de Canal 5, la filial de Canal 13 en Concepción. Entre los años 1978 y 1992 ocupaba la hora completa entre las 20:30 y 21:30 (luego 20:00 a 21:00 en septiembre de 1990). En 1993, cuando los noticieros centrales ya se emitían entre las 21:00 y 22:00, Telecinco sólo ocupaba media hora, la otra mitad era Teletrece de Santiago. Durante todo este tiempo, Teletarde y Telenoche se emitían en directo desde Santiago.